# الرفعه العليا (بني قيس الطور)

تعديل مصدري - تعديل

الرفعه العليا هي إحدى قرى عزلة ربع البوني بمديرية بني قيس الطور التابعة لمحافظة حجة، بلغ تعداد سكانها 40 نسمة حسب تعداد اليمن لعام 2004.